# 조선민주주의인민공화국의 기후 변화

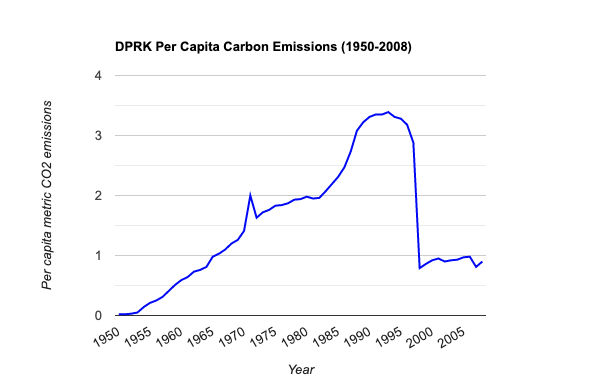
조선민주주의인민공화국의 1인당 배출량(1950-2008)

조선민주주의인민공화국의 기후 변화는 매우 중요한 사안이다. 과거 취약한 식량보장 문제로 인해 발생한 기근사태가 있던 것처럼, 기후 변화는 조선민주주의인민공화국의 식량 상태에 큰 영향을 미치기 때문이다. 조선민주주의인민공화국 국토환경보호부는 조선민주주의인민공화국의 평균기온이 1918년에서 2000년 사이 1.9도 상승한 것으로 추산했다. Germanwatch의 2013년판 기후 위험 지수 에서 조선민주주의인민공화국은 1992~2011년 기간 동안 기후 관련 극한 기상 현상으로 인해 7번째로 큰 피해를 입은 것으로 평가된 바 있다.
2021년 조선민주주의인민공화국의 이산화탄소 배출량은 약 5,638만톤으로 추정된다. 이 엄청난 수치는 조선민주주의인민공화국이 에너지 생산을 대부분 석탄에 의존하기 때문이다. 산악지형과 해수면 상승, 이상기후 빈도 증가로 인해 조선민주주의인민공화국의 기후변화와 관련하여 가장 중요한 화제는 식량안보이다. 2017년과 2018년의 낮은 식량 생산으로 약 1,030만 명이 영양실조 상태에 빠진 바 있다. 따라서식량 수요를 충족하기 위해 외국에 대한 의존도가 높아졌다. 기후변화로 발생하는 문제는 곧 경제성장 차질과 함께 조선민주주의인민공화국 정권의 전체주의 체제를 훼손하고, 향후 정권교체의 원인이 될 수 있다.

## 온실가스
일관된 관측치가 없기 때문에 조선민주주의인민공화국의 온실가스(GHG) 배출량은 주로 추정치에 기반하며, 가장 최근에는 조선민주주의인민공화국이 2021년에 약 5638만 미터톤의 CO2 를 배출한 것으로 추정한다. 추정치 사이의 불일치 가능성에도 불구하고, 일반적으는 조선민주주의인민공화국의 온실가스 배출량이 1990년대 초에 최고조에 달했다는 점은 보편화된 인식이다. UN 통계에 따르면 배출량은 1993년 이후부터는 약 70% 감소했다. 또한 낮은 에너지 소비량으로 인해 조선민주주의인민공화국의 CO2  배출량은 전 세계 배출량의 0.15%에 불과하다. 이는 1989년 최고치인 0.93%보다 낮아진 것이다. 배출량이 많은 이 기간은 주로 대량 산업화와 경제 성장을 장려하는 정부 인센티브 인 천리마 운동에 기인한 반면, 이후 배출량 감소는 주로 1990년대의 기근과 관련 에너지 및 경제 위기에 기인한다.

### 에너지 소비
조선민주주의인민공화국의 에너지 생산의 대부분은 석탄 연소이며, 그 결과 2019년 배출량의 약 85%가 석탄 연소에서 발생했다. 조선민주주의인민공화국의 경제는 2013년에 14억 달러(국가 GDP의 10%)의 수익을 창출한 석탄 수출에 크게 의존하고 있다. 따라서 고품질 무연탄은 수출용으로 남겨져 있고, 국내에서 연소되는 대부분의 석탄은 품질이 매우 낮아 대기 오염률이 높다. 또한 지역 및 환경문제 영향 외에도 조선민주주의인민공화국의 오염 관련 사망률은 세계에서 가장 높다

## 자연 환경에 미치는 영향

### 온도와 날씨 변화
조선민주주의인민공화국은 주로 북쪽과 동쪽 해안을 따라 산으로 구성되어 있다. 북쪽에서 가장 넓은 산맥은 함경산맥이다. 동해안의 태백산맥은 남한 까지 이어져 한반도의 주요 능선을 이룬다. 이 산들은 압록강, 두만강, 대동강 과 같은 강이 한국만 과 동해로 흘러 들어가는 국내 최대의 유역을 형성한다. 대조적으로 조선민주주의인민공화국의 평야는 상대적으로 작으며 가장 큰 평양 평야와 채령 평야는 각각 약 500km2 에 달한다.

### 해수면 상승
유엔기후변화협약(UNFCCC)에 따른 국가결정기여계획에서 조선민주주의인민공화국은 2100년까지 해수면이 0.67m~0.89m 상승할 것으로 예상하고 있으며, 이로 인해 해안선이 동해안에서 67m~89m, 동해안에서 서해안쪽으로 670m~890m 후퇴할 것으로 발표한 바 있다. 기후변화 에 따른 해양과 빙권에 관한 특별 보고서 에서 UN의 기후변화에 관한 정부간 협의체는 해수면 상승이 홍수, 해안 침식 및 토양 염도에 큰 영향을 미칠 것이라고 말했다.

## 사람들에게 미치는 영향

### 경제적 영향

#### 농업
환경 및 기후 변화 전망 보고서에서 조선민주주의인민공화국 정부는 가뭄 과 홍수, 해충 발생, 삼림 및 토지 관리 부실, 산업 활동과 같은 극단적인 기상 현상이 토양 생산성을 대규모로 저하시켰다고 인정했다. 그러나 1918년과 2000년 사이에 계절 기온의 상당한 변화가 있었다. 겨울 기온은 평균 4.9도 증가했고, 봄기온은 평균 2.4도 증가하였기 때문에 다른 과학적 우려와는 달리, 재배 기간이 더 길어지고 농업 재배 조건이 개선되었다고 판단했다.

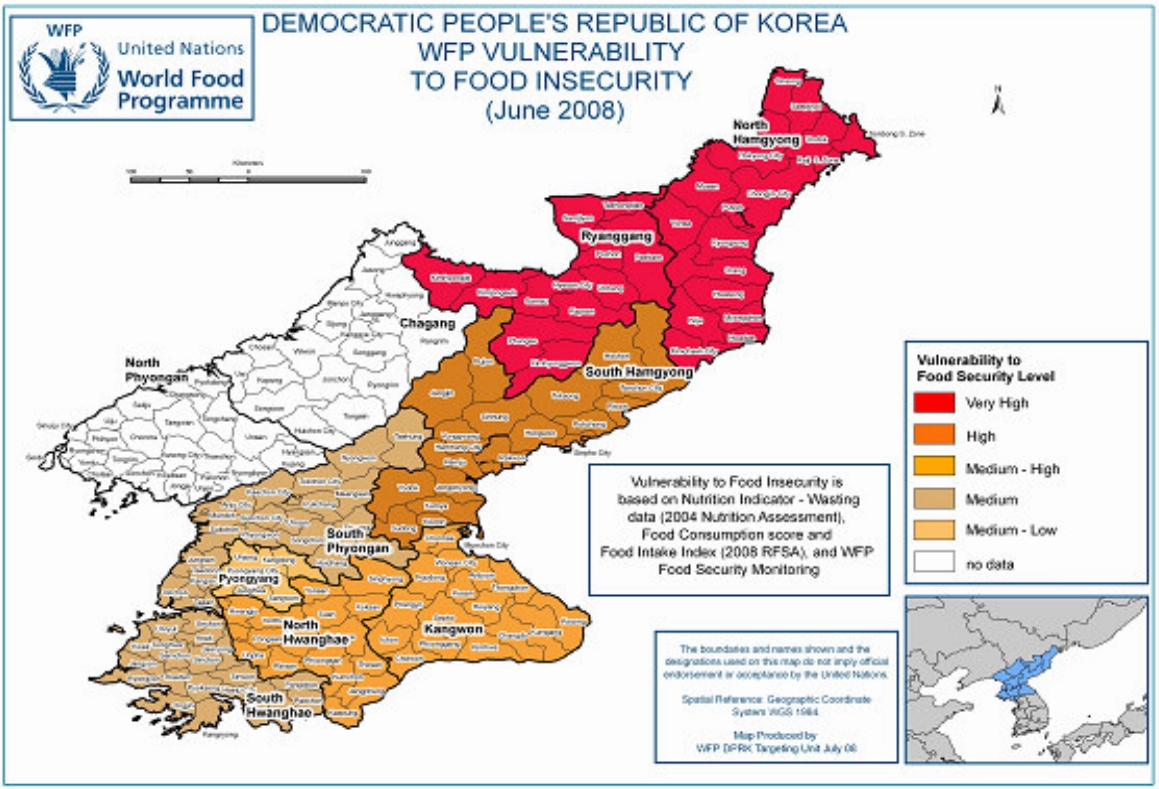
2008년 조선민주주의인민공화국 식량 취약성 및 불안정성 지도

NPR의 Paul Chisholm에 따르면 조선민주주의인민공화국의 기후 변화는 농업 과 식량 생산에 가장 큰 영향을 미쳤다.
기후변화가 조선민주주의인민공화국의 농업 생산에 미치는 영향으로 인해 조선민주주의인민공화국 주민의 식량안보가 상당히 저하되었다. 1994년부터 1998년까지 지속된 기근은 동맹국의 원조 철회, 홍수, 식량 배급 시스템의 실패로 인해 크게 악화되었으며 240,000~200만 명이 사망한 것으로 추정되었다. 2014년 18개월간의 가뭄에 이어, 2017년과 2018년에 조선민주주의인민공화국 정부는 주요 지방의 식량 생산량 부족으로 국가비상사태를 선포했고, 그 결과 전국적으로 심각한 식량난이 발생했다. 이러한 기후 변화로 인한 식량 부족의 결과로 적십자는 1,030만 명의 조선민주주의인민공화국 주민이 영양 실조에 시달리고 있으며 5세 미만 아동의 20%가 영양 실조 로 인해 신체적, 인지적 성장이 저해되고 있다고 추산했다. 유엔 식량농업기구(FAO)의 보고서에 따르면 조선민주주의인민공화국은 2019년 식량 원조 로 전년 대비 40.57% 증가한 64만1000t을 필요로 할 것으로 보인다.

## 기후위기 경감과 태도

### 정책 및 법률
조선민주주의인민공화국의 주체 사상은 사회정치적 문제의 맥락에서 환경을 바라보는 것으로서 환경문제를 해결하기 위해서는 자본주의에서 공산주의로의 혁명이 필요하다는 믿음을 낳았다. 따라서 조선민주주의인민공화국 정부는 오염 감소, 효과적인 토지 관리 및 환경 보호를 사회주의 사회의 필수 요소로 간주한다. 이로 인해 1986년 환경 보호법이 제정되었다. 이 법은 공산주의 확립과정에서 환경 보호의 중요성을 논의하고 특히 오염과 관련하여 자연 환경 보존을 보장하는 정부와 국민의 책임을 설명했다. 또한 기후 변화는 반미 선전의 특징이 되었으며, 국영 언론은 점점 더 유엔 기후 변화 협약 (UNFCCC) 내에서 미국의 방해주의와 더불어 미국의 상대적으로 큰 온실 가스 배출량을 언급하고 있다.

### 국제협력
UNFCCC의 당사국으로서 조선민주주의인민공화국은 교토 의정서 와 파리 기후 협약을 모두 비준했다. 파리 협약에 따라 조선민주주의인민공화국은 2030년까지 이산화탄소 배출량을 8% 감축하겠다고 약속했다. 기후 변화에 대한 이러한 약속 및 국제 협력은 부분적으로느 환경 보호에 대해 신경쓰는 것처럼 보이지만 외국의 원조를 받는 수단으로 사용되기도 한다.
조선민주주의인민공화국은 탄소배출량을 줄이기 위해 수력 발전소와 메탄 감소 프로그램을 포함한 여러 가지 청정 개발 체제 프로젝트를 UNFCCC에 등록했다. 이 프로젝트는 2019년 12월에 승인된 유엔 자금 752,000달러로 촉진되었으며, 조선민주주의인민공화국 정부가 기후 완화에 동참하는 데 있어 구조적 장벽을 해결할 수 있도록 유도한다.
2021년 11월 최일 주영국 조선민주주의인민공화국대사는 스코틀랜드 글래스고에서 열린 COP26 에 참석했다. 일 대사는 조선민주주의인민공화국이 남한 또는 미국 관리들과 기후 회담을 하고 있는지에 대해서는 언급하지 않았지만, 조선민주주의인민공화국 대표단은 문재인 한국 대통령의 연설에 참석했다.(유엔기후변화회의는 조선민주주의인민공화국 대표단이 정기적으로 참석하는 몇 안 되는 고위급 국제회의 중 하나이다.)

## 사회와 문화

### 정치적 안정
김정은은 2011년 최고지도자 김정일 사망에 따른 불안의 우려에도 불구하고 공격적인 대외정책과 자문기관 및 위원회 설립을 통해 국내 안정을 이룰 수 있었다. 그러나 기후 변화는 이러한 안정성에 위험을 초래하고 있다. 국가의 완전한 통제를 기반으로 하는 조선민주주의인민공화국의 전체주의는 기후 변화로 인한 경제 성장, 식량 생산 및 에너지 생성에 대한 주요 혼란을 온전히 처리할 수 없다. 기후 변화는 정권이 거버넌스 기능을 유지하는 능력을 제한한다. 앞으로 몇 년 동안 조선민주주의인민공화국은 기후 변화의 결과로 더 많은 이주, 정부 부패, 심지어 주체 이데올로기 자체의 침식을 경험할 것으로 예상된다. 김 위원장은 2021년 조선노동당 제8차 대회 보고에서 "재난예방과 위기관리를 위한 국가적 체계 확립"의 진전을 언급하면서 기후변화와 환경파괴에 대한 미래 회복력을 향상시키겠다는 의지를 나타냈다.
기후변화가 정치적 안정에 미치는 영향은 주로 조선민주주의인민공화국 내에 한정될 것으로 예상되지만, 타국의 지역적 안정이 조선민주주의인민공화국의 기후변화에 영향을 받을 것이라는 우려도 있다. 식량 불안과 기상이변은 이웃 국가, 특히 중국으로의 대량 이주를 초래할 수 있다. 이는 조선민주주의인민공화국을 소외시킬 가능성이 있는 조선민주주의인민공화국과 중국 간의 관계를 긴장시킬 수 있으며, 그 결과 김정은 정권의 핵무기 축적과 위협 인식이 증가할 수 있다. 또한 해안 군사 시설에 대한 환경적 영향이 증가함에 따라 적대국은 기후 완화 노력을 군사 전략의 변화로 잘못 해석하여 잠재적으로 외교 관계를 약화시키거나 무력 충돌 가능성을 높일 수 있다.

## 같이 보기
- 조선민주주의인민공화국의 기후
- 한국의 기후 변화